# Museu Cerralbo

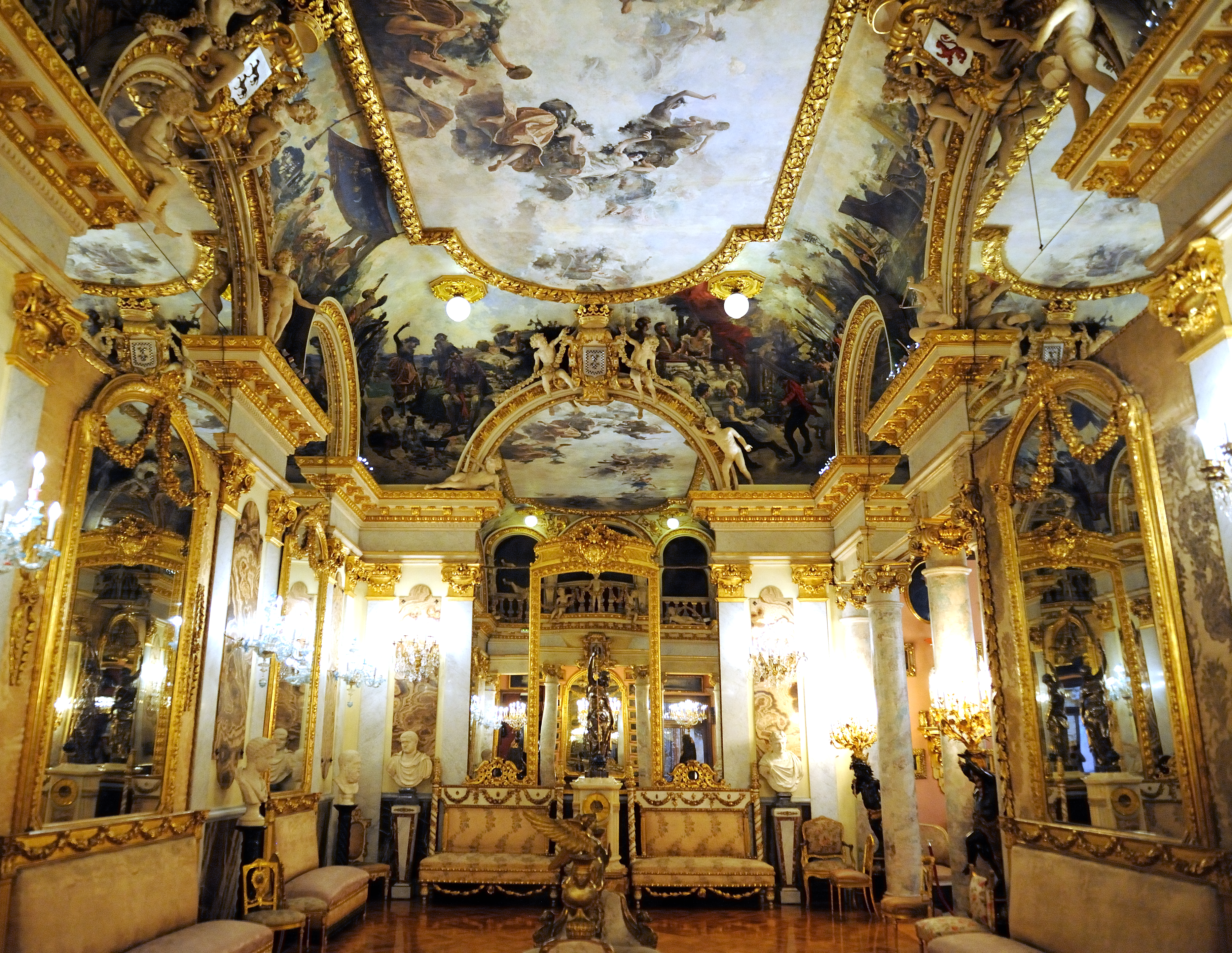
Interior de uma das salas do Museu

O Museu Cerralbo é um museu localizado em Madrid (Espanha), e que abriga uma antiga coleção particular de arte, artefatos arqueológicos e outras antiguidades recolhidas por Enrique de Aguilera e Gamboa, XVII Marquês de Cerralbo. Ele exerceu atividade política, mas é mais lembrado como um historiador e promotor de escavações arqueológicas, além de prolífico colecionador de artefatos com grande interesse para as belas artes.
O edifício foi inaugurado como um museu em 1944. Em 1962 foi declarado Monumento Histórico Artístico. O palácio foi submetido a obras de modernização no verão de 2006, tendo permanecido fechado durante anos, sendo reaberto em 14 de dezembro de 2010. Em 2014 ele recebeu 81.000 visitas.

## História do Museu

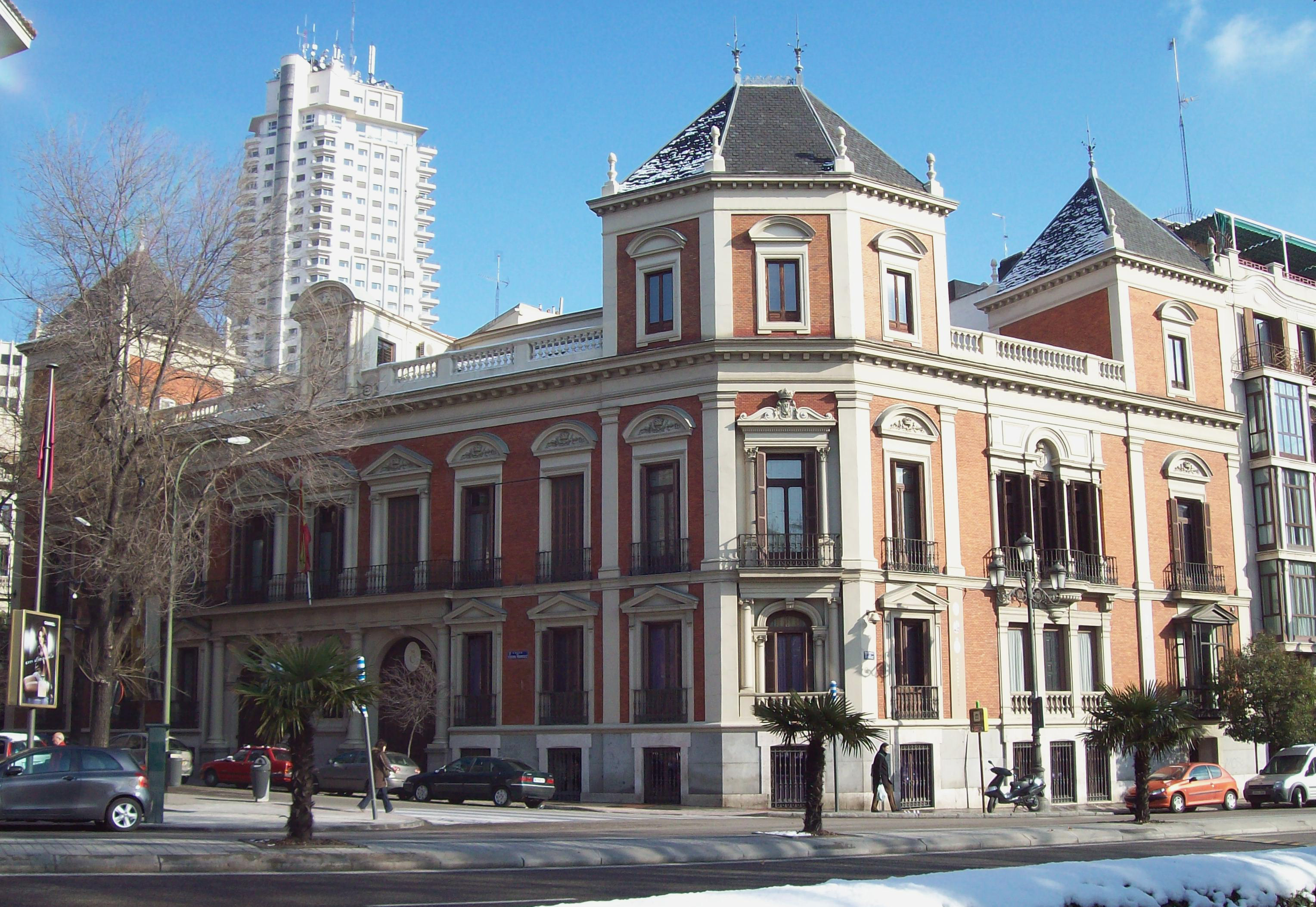
Aspecto da fachada, e a entrada principal no número 17, Calle de Ventura Rodríguez

Enrique de Aguilera e Gamboa (1845-1922), marquês de Cerralbo XVII, aristocrata, membro ativo do Partido Carlista, colecionador e arqueólogo, em sua morte legou seu palácio e coleções ao Estado Espanhol, hoje Museu Cerralbo. O marquês morreu em 1922, e em seu testamento legou a grande maioria de suas coleções arqueológicas ao Museu Arqueológico de Espanha e o resto de seu acervo, assim como do palácio que abriga (construído entre 1883 e 1893), para o Estado, que aceitou o legado. Dez anos depois foi estabelecido o Museu Cerralbo (22 de de Março de 1934). É um museu estatal de gestão direta do Ministério da Cultura, no âmbito da Direção-Geral de Belas Artes e Bens Culturais.

## Prédio
O palácio foi projetado desde o início com um papel duplo: como uma casa e um museu, sede das obras de arte e antiguidades que o Marquês havia reunido ao longo de sua vida.  Ele está localizado no bairro de Arguelles em Madrid, em um terreno de 1709 m2, com fachada para a Calle Ferraz, Ventura Rodríguez e Juan Alvarez de Mendizabal. Seus arquitetos trabalharam desde 1883, sob a orientação do Marquês de Cerralbo, até o fim dos trabalhos em 1893. É composto por 37 quartos, distribuídos entre o hall de entrada, a grande escadaria, mezaninos, andares e Jardim

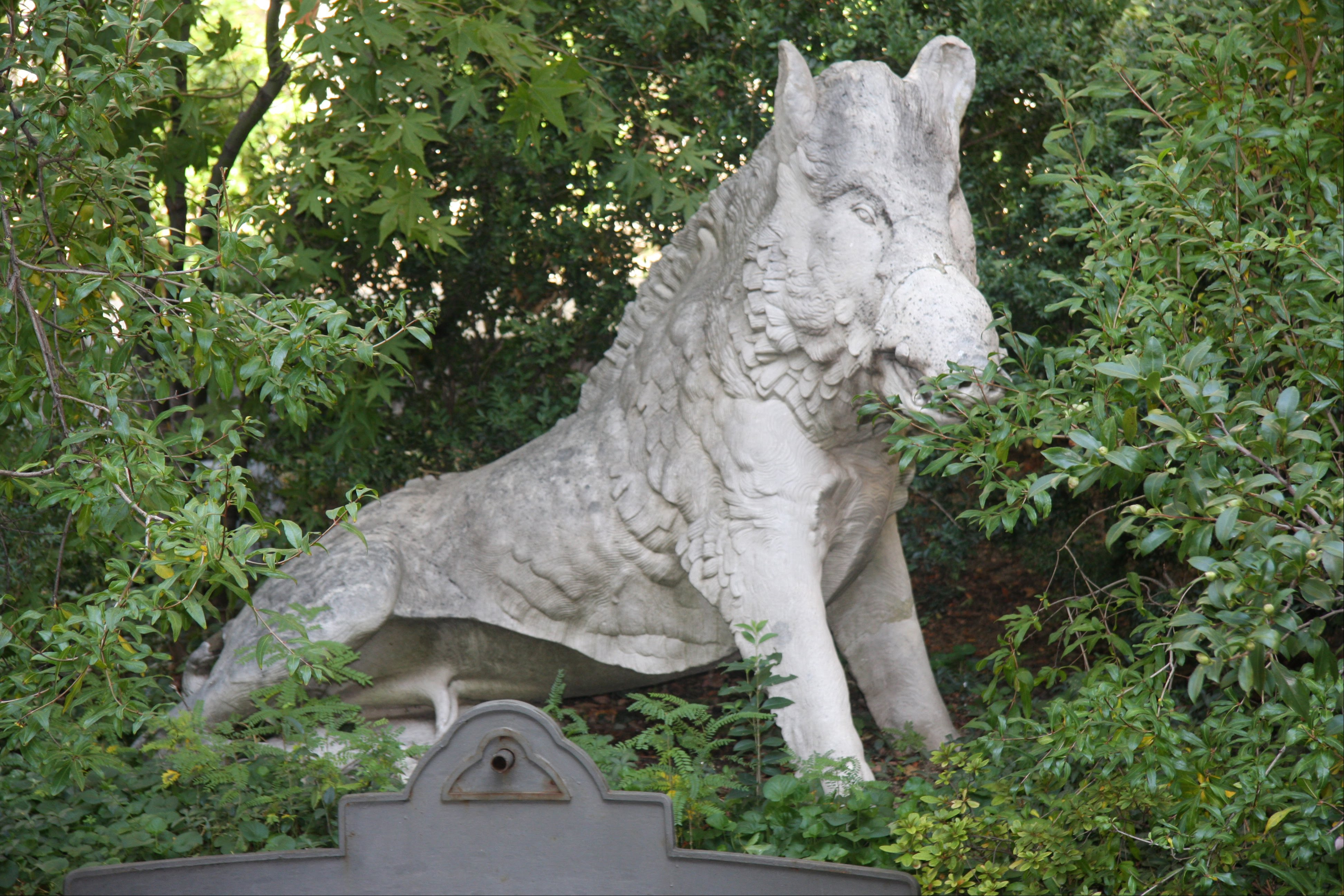
Estátua de um Javali em torno do lago, nos jardins internos

O estilo arquitetônico da fachada corresponde aos estilos classicista, eclético e historicista, e dos movimentos "neo" de seu tempo, alternando pedra e tijolos. Cada fachada é dividida em três seções, por pilastras que enobrecem as quatro torres do edifício. Seguindo as orientações dos palacetes franceses contemporâneos, o layout interior é construído em torno de um pátio central. Os quartos estão distribuídos de acordo com a abordagem do século XIX: de um lado os quartos privados no andar do mezanino; e, do outro, salas de reuniões e recepção. O piso superior hospeda os arquivos e áreas de serviço, enquanto espaços para serviço doméstico, como cozinhas, despensas, garagens, aderência, foram construídos no porão. A decoração interior é em estilo neo-barroco e rococó.

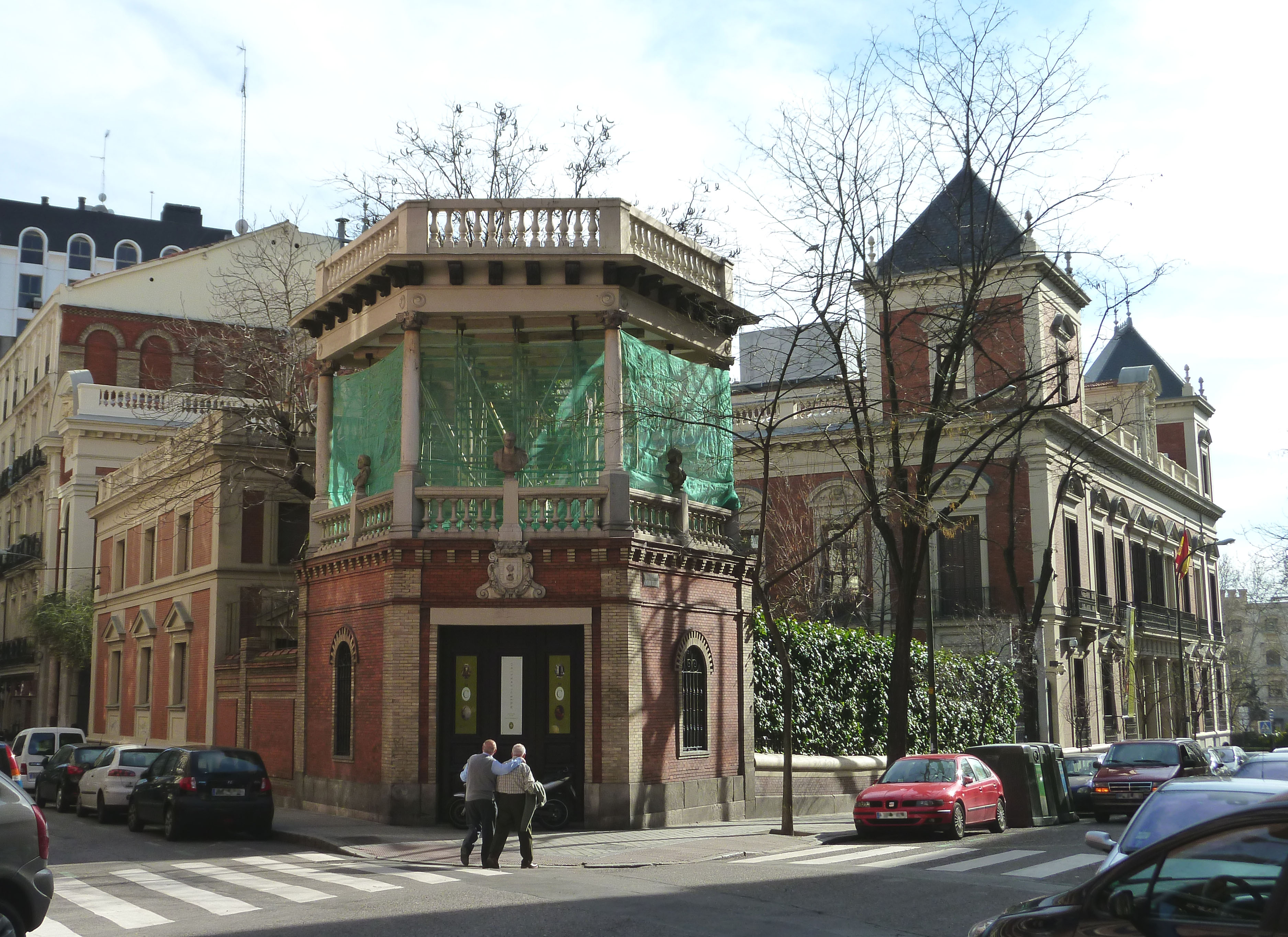
Mirador-Belvedere em estilo de templo greco-romano, visto do exterior do prédio

O jardim do palácio atual responde a uma reinterpretação recente, baseada em um esboço do Marquês, de um jardim romântico Inglês ou de paisagem do século XIX, dispostos em torno de um pequeno lago central, ornado por esculturas de seres mitológicos, faunos e bustos de imperadores romanos. Ao seu fundo está um templo-mirador desenhado por L. Cabello em 1891, com dois andares, e em forma hexagonal; com a parte superior aberta como um belvedere, e adornada com colunas clássicas e bustos esculpidos intercalados.
Trata-se de uma mansão mais concentrada na exposição dos objetos e na ostentação do que no uso cotidiano, tendo-se projetado amplos salões para as coleções, e espaços reduzidos para as atividades do dia-à dia. Atualmente, a decoração do piso principal, incluindo um suntuoso salão, está preservada quase que completamente de sua forma original, enquanto que a maioria dos quartos privados sofreram alterações sucessivas. Eles foram finalmente recuperados com mobiliário original e com outras antiguidades adquiridas recentemente.

## Coleções

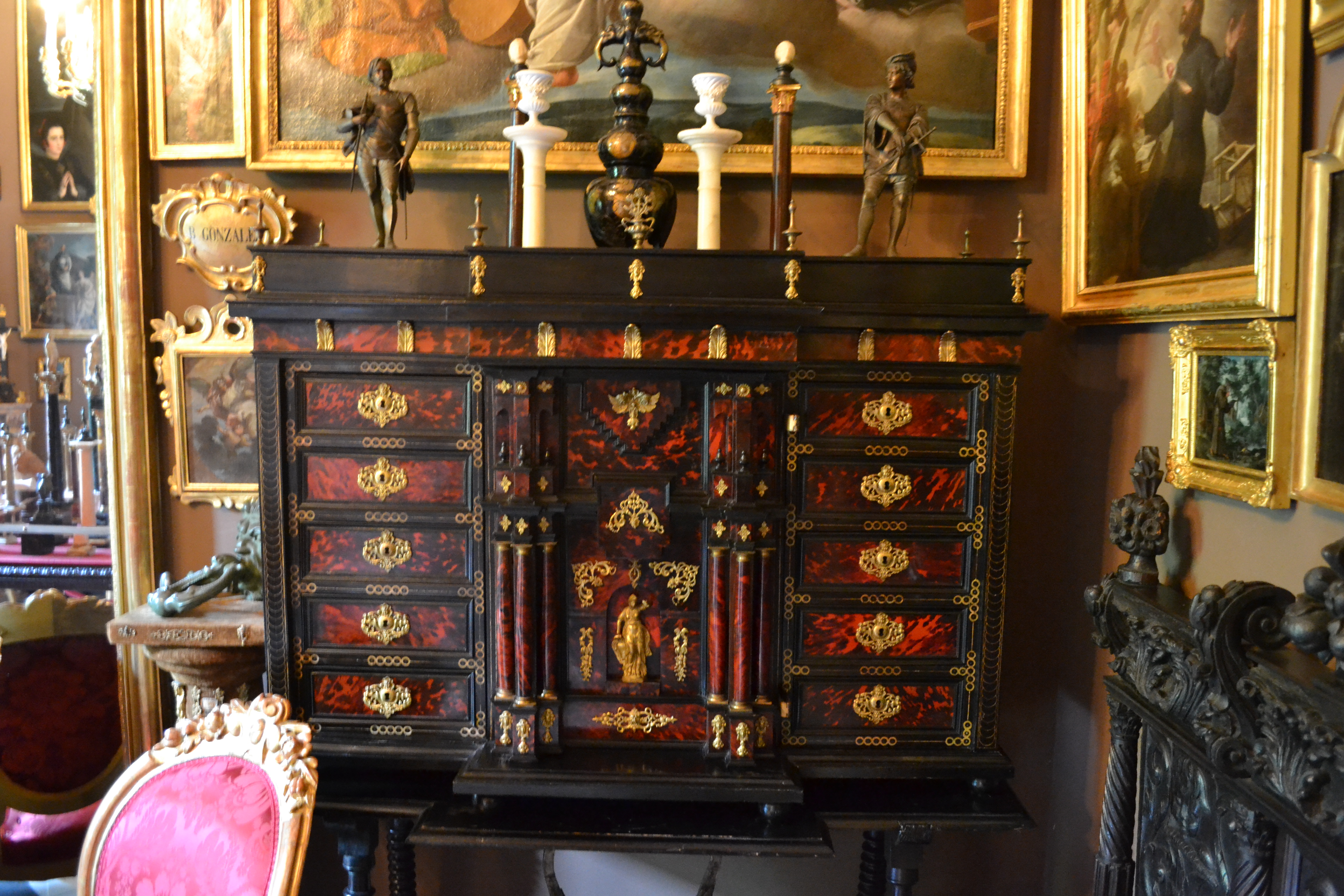
A coleção do marques era marcada pelo ecletismo

O Marquês de Cerralbo doou para a nação espanhola toda a sua coleção, a fim de tornar duradouro o seu legado, e para que as peças permanecessem "sempre juntas, a serem usadas para o estudo dos aficionados de ciência e arte.". O marquês excursionou em vida com sua família, visitando museus e adquirindo obras de arte, reunindo uma coleção numerosa que, juntamente com a coleção numismática, e os antigos fundos bibliográficos e documentais, excede 50.000 peças. Pela qualidade e diversidade de gêneros, chegou a ser considerada a mais abrangente coleção particular de arte no país: pinturas, esculturas, cerâmicas, vidros, tapeçarias, móveis, moedas, medalhas, desenhos, gravuras, relógios, armas, armaduras e artefatos, além do próprio palácio, importante exemplo de residência aristocrática.
O marquês não só resgatou do abandono e demolição muitos elementos arquitetônicos, incorporando-os em suas coleções, mas suas descobertas arqueológicas lhe forneceram reconhecimento científico nacional e internacional. Ele financiou e dirigiu mais de uma centena de escavações arqueológicas. Além disso, escavou necrópoles da Idade do Ferro II, localizado em Aguilar de Anguita, Luzaga e muitos outros enclaves, sempre contando com a colaboração de diferentes especialistas.
Durante o início do século XIX, como resultado de guerras, do confisco dos bens da Igreja, da perda de status da nobreza e da ausência de medidas protecionistas, ocorreu uma abundância de quadros e peças de arte vendidas nas casas de antiquários e leilões, especialmente na França e na Itália. Casas de leilões, como o Hôtel Drouot em Paris foram visitadas muitas vezes pelo Marquês de Cerralbo para comprar pinturas, artefatos e esculturas. O interesse pela pintura, juntamente com o interesse de preservar e expor as obras de arte que foi recolhendo, o levou a projetar um museu no estilo das pinacotecas italianas, que tanto o impressionavam em suas viagens.

### Pinturas

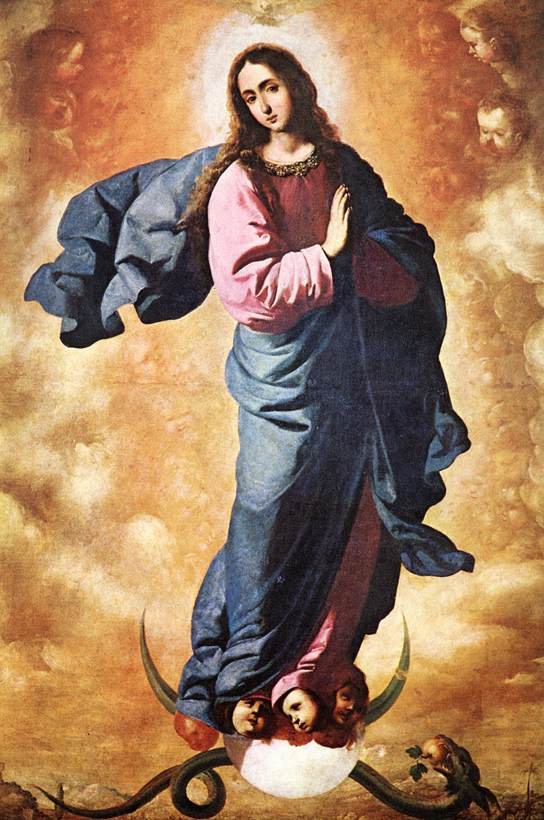
Francisco de Zurbaran, Imaculada Concepção

Ele adquiriu pinturas de grandes mestres da pintura espanhola, italiana e flamenga como Zurbaran, Ribera, Tintoretto e Van Dyck. Temas religiosos predominam nas galerias do palácio, naturezas mortas nas salas de jantar e de gala, enquanto os retratos estão concentrados na sala de bilhar e no Gabinete. Temas mitológicos e folclóricos são os protagonistas das pinturas murais no Salão confiança e no salão de Baile, trabalho de Máximo Juderías Caballero.
Do conjunto pictórico, quase metade pertence à escola espanhola, com uma predileção para os séculos XVII e XVIII . Entre as pinturas do século XVI, destaca-se o trabalho de El Greco, San Francisco en éxtasis, e exemplos importantes da escola italiana, como o retrato de Alessandro de Medici (escola de Bronzino), e o Retrato de um escultor, atribuído a Moreni.
Pintores do século XVII tem obras relevantes como La Inmaculada Concepcion de Zurbarán e La Piedad de Alonso Cano. Há também obras de pintores da corte importantes como Bartolome Gonzalez e Caxés, ou da escola de Madrid como Solís, Escalante ou Antolínez. Do Século XVIII existem retratos, naturezas mortas, alegorias e pinturas religiosas. Eles incluem, entre outros artistas: Mariano Salvador Maella, Paret y Alcazar, Miguel Jacinto Meléndez e seu sobrinho Luis Egidio ou Antonio González Velázquez e seu filho Zacarias.
O Museu Cerralbo tem ainda um rico conjunto de desenhos, que inclui exemplos de Tadeo Zuccaro, Palma, o Jovem, Pietro da Cortona, Adriaen van Ostade, Francisco Ricci e Goya. Por causa da sua fragilidade, eles estão armazenados e preservados, enquanto cópias e fac-símiles são apresentadas.

### Artefatos arqueológicos

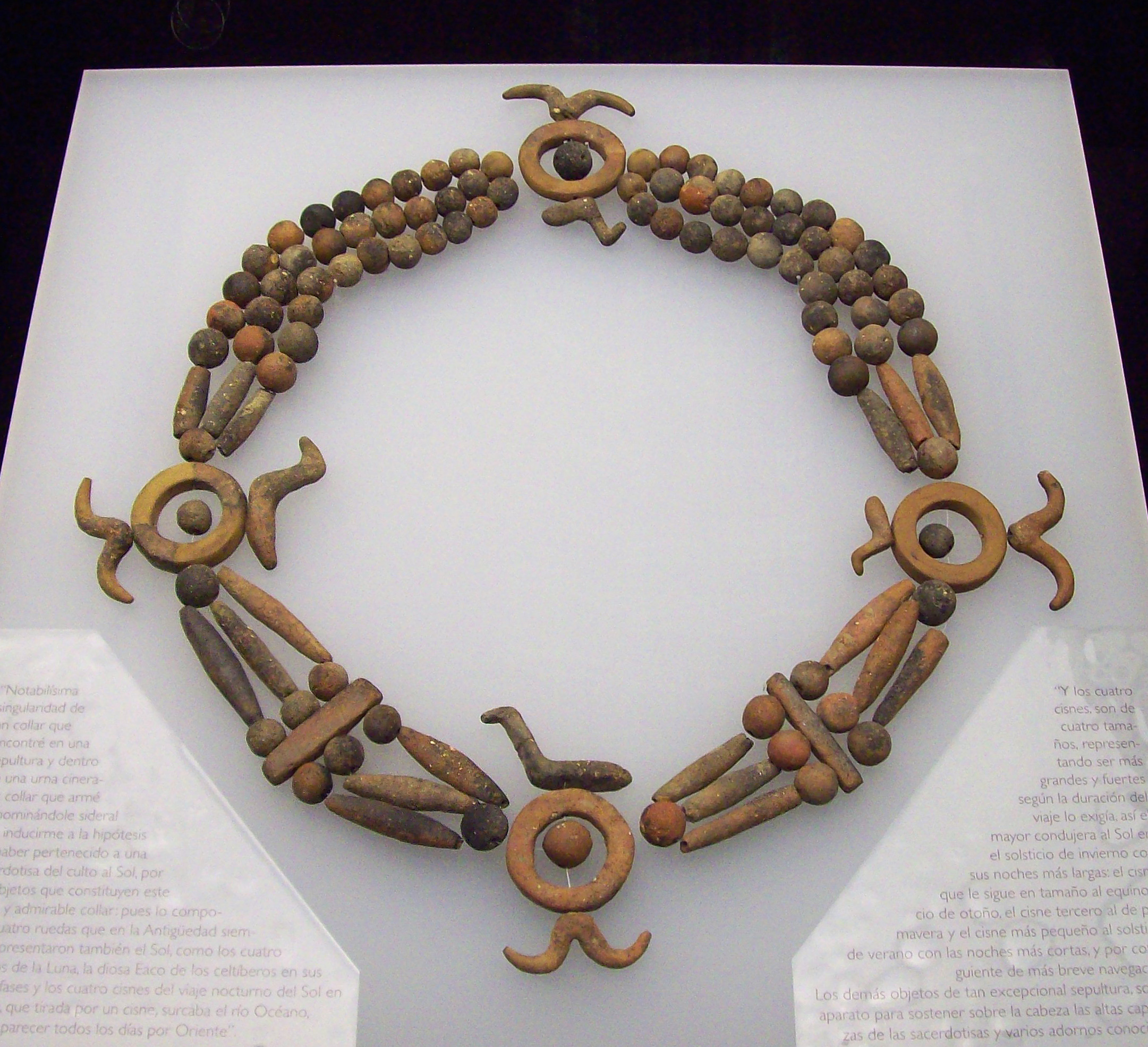
Collar celtibero de Clares

O acervo do Museu compreende oitocentos e cinquenta peças arqueológicas, representando todos os períodos, do pré-histórico até a idade moderna, com especial atenção para as culturas do Mediterrâneo. Don Enrique de Aguilera depositou a maior parte do fruto das suas escavações arqueológicas e paleontológicas no Museu Arqueológico de Espanha e no Museo Nacional de Ciencias Naturales, e, portanto, as coleções arqueológicas remanescentes do Museu são o resultado de colecionismo, e em alguns casos, de presentes pessoaais. Todas estas coleções são atualmente objeto de um estudo aprofundado e revisão científica.
Da Idade do Bronze, a coleção apresenta diversos itens pessoais, ligados tanto ao mobiliário doméstico como roupas ou armas. A cultura ibera é representada por várias espécies de espadas, lanças com decoração em cobre e prata, vindas da necrópole de Íllora (Granada).
A arqueologia egípcia é representada por vários amuletos, figuras de bronze e alabastros; mas a maior parte da coleção são as antiguidades gregas e romanas: pequenas xícaras, figuras de Corinto, Ática e da Magna Grécia, máscaras e oferendas, luminárias, vasos de vidro, bustos imperiais e esculturas romanas, incluindo "Diana a caçadora".

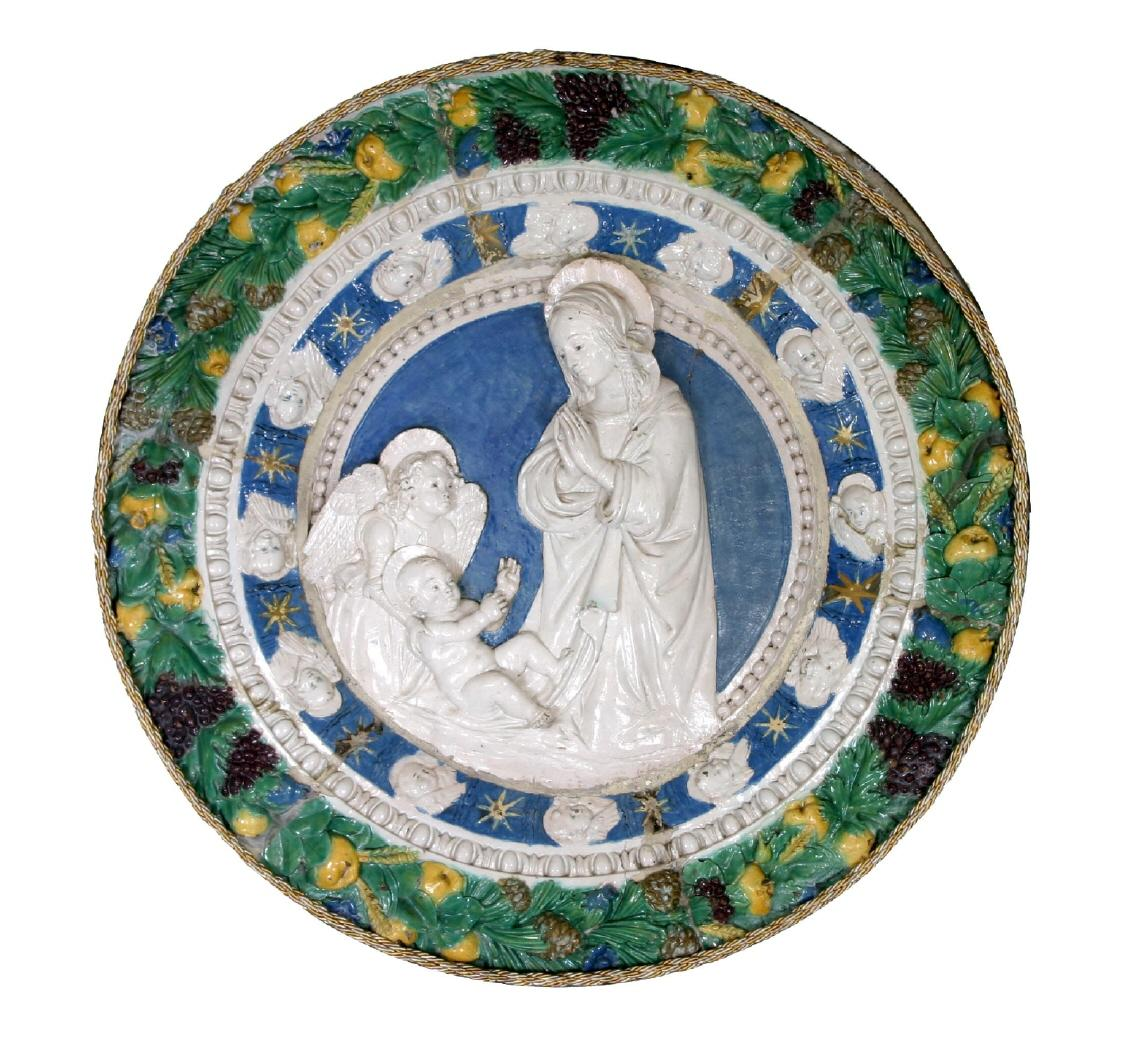
Cerâmica esmaltada italiana atribuída ao atelier dos Buglioni (1501-1533)

Da Antiguidade tardia há alguns objetos metálicos relacionados a vestimenta e adorno pessoal, bem como uma lápide das catacumbas de Calixto (Roma); continuando com cerâmica islâmica, e concluindo com o cristão-medieval representado principalmente por uma extensa coleção de pingentes e um fragmento de eixo da Igreja de San Miguel de Lillo, nas Astúrias.

### Cerâmica
O museu possui também uma coleção de cerâmica, com destaque para a obra Adoração da Vigem (1501-1533), uma das mais importantes peças do Museu Cerralbo, tendo sido atribuída à Lucca della Robbia, escultor e ceramista do renascimento florentino. Trata-se de uma peça circular no seu centro, cercado por sua vez, por seis peças poligonais que juntos formam um círculo ao redor da central. A decoração é em baixo relevo e do interior para o exterior: no centro um relevo da Natividade, onde a Virgem está ajoelhando-se diante do Menino Jesus, que estende os braços para a mãe, e é ajudado por um anjo.  

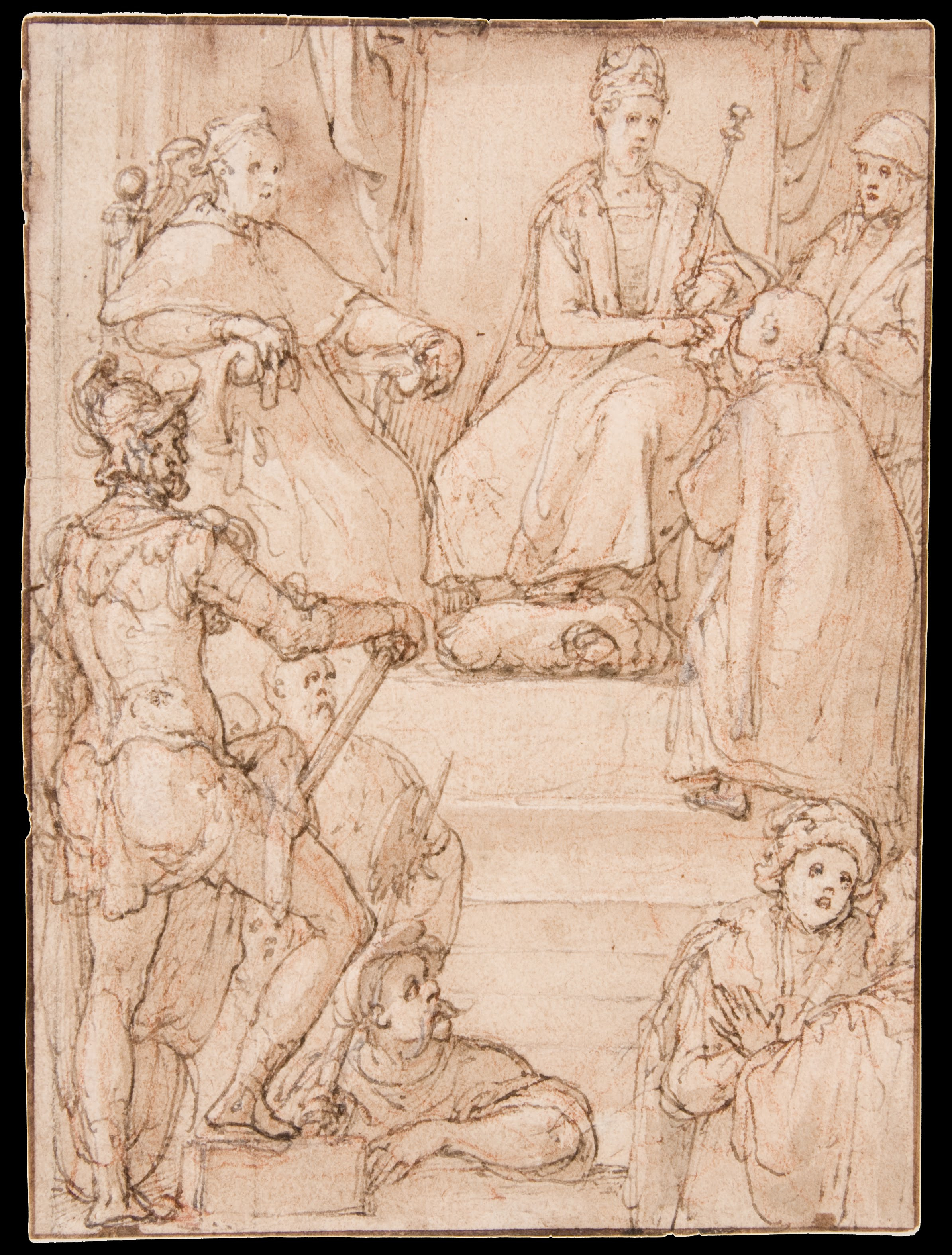
Monarca recebendo um emissário, Desenho de Frederico Zuccaro

### Desenhos
A coleção de desenhos consiste em 271 exemplares, famosos por sua qualidade e variedade, executados por artistas europeus que reúnem, especialmente, a escola Espanhola, Francesa, Italiana, Holandesa e Flamenca.  As obras expostas, por razões de conservação preventiva, são reproduções de alta qualidade dos originais, que são preservadas em um armazém junto com o resto das coleções em papel.
Existem reputados artistas incluídos nesta seleção como Andrea Bôscoli, Luca Cambiaso, Sebastiano Folli, Veronese e Zuccaro; Paul Decker, Francisco de Goya, Jose Castillo, Mariano Salvador Maella, Maximo Caballero e G. Atam Juderías.

### Arsenal

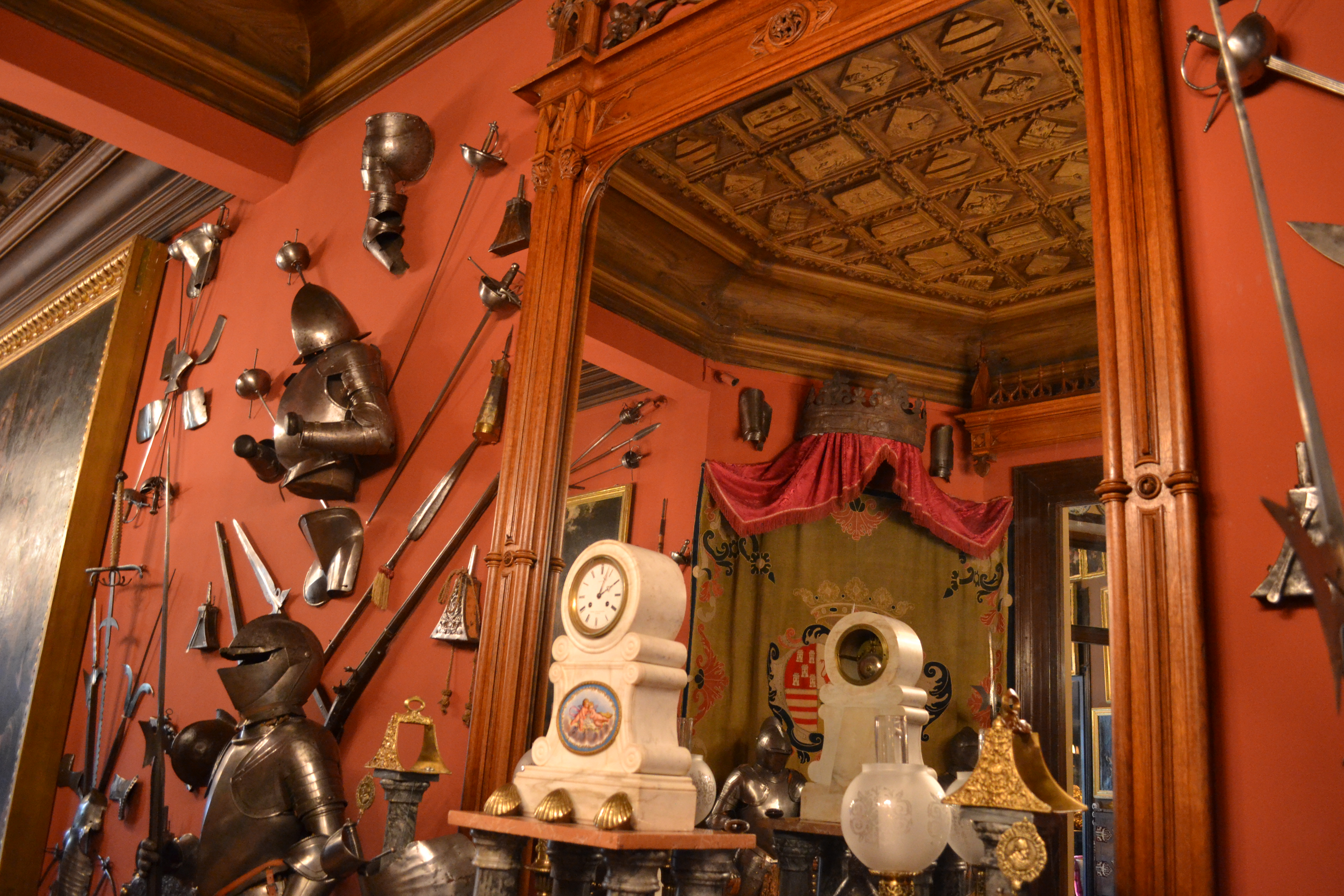
Detalhe da exposição de armas

O arsenal de Cerralbo contém cerca de 700 peças de diferentes origens (Europa, América, Ásia e Oceania) adquiridos tanto na Espanha como no exterior, principalmente no leilão do Hôtel Drouot e no Hôtel des Commisaires-Priseurs, ambos em Paris. A coleção inclui armaduras que remontam aos tempos feudais, vindas de grandes famílias nobres. As armas ofensivas e defensivas refletem a evolução da guerra através dos séculos XV à XIX. Armas e mosquetes, espingardas e pistolas, todos refletindo a evolução dessas armas ao longo do tempo.
Entre as armas do museu incluem-se peças de Bornéu, Filipinas, Índia, Japão, Malásia, Turquia, Marrocos e Oceania. Algumas delas foram compradas em leilões de obras de arte e curiosidade dos séculos XV e XVIII, realizados no castelo de Saint-Jean em Nogent-le-Rotrou pelo Hôtel Drouot, em 1877. Outras peças foram recolhidas por Cerralbo em suas viagens para Constantinopla, Scutari e Adrianópolis (atualmente Edirne, Turquia).
As peças de armadura mais originais são provenientes do Japão, oriundas da guerra do século XVIII, feitas de cobre, couro envernizado e fitas coloridas. A armadura samurai era uma distinção atribuída à  indivíduos de classe militares que tiveram o privilégio de usá-las, chamadas de wakizashi, das quais cópias também são exibidas.

### Moedas

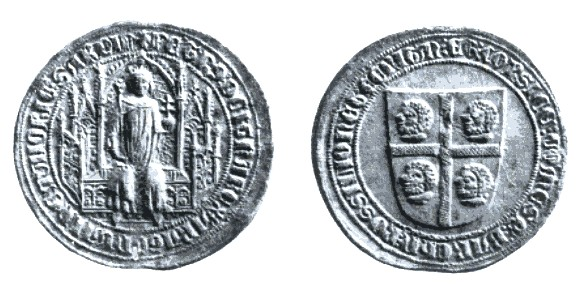
Moeda com efígie de Pedro IV de Aragão

Um dos passatempos mais importantes do Marquês de Cerralbo era a numismática. Nas mais de 23.000 peças da sua coleção, pode-se evidenciar o seu interesse pela história, particularmente pela antiguidade, pela moeda dos tempos moderno e contemporâneo, e por medalhas.
Da antiguidade destaca-se o conjunto de moedas gregas e Púnicas, pós-alexandrinas, moedas romanas do período republicano, e de algumas moedas de prata do final do primeiro século. Finalmente, a moeda imperial romana, um dos maiores blocos de sua coleção. Destacam-se alguns sestércios de Claudio Vespasiano e Gordiano, e do Imperador Constantino, o Grande.

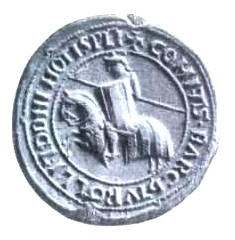
Moeda com efígie da Jaime I de Aragão

Apesar de não serem tão numerosas, as moedas medievais também tinham entrada em sua coleção. Embora ainda menos representadas, as moedas árabes tem uma peça em prata e ouro que pode ser vista na biblioteca. A moeda de bronze bizantino, apesar da sua baixa representatividade em coleções particulares, chega a quase uma centena de cópias. Por último existe uma notável série monetária de Castela e Leão, ou de moedas de Valência. Exemplos merovíngios e carolíngios completam a seção relativa à Idade Média.
A moeda universal moderna e contemporânea merece uma seção especial. O marquês e sua família viajavam muito através da Europa, visitando repetidamente França, Itália, Alemanha, Suécia, Turquia. A coleção também abriga uma série americana, asiática e Africana.
O gosto de Cerralbo para numismática é atestado pela seleção de livros sobre este assunto que estão em sua Biblioteca, notável por apoio de classificação e estudo de sua coleção. A maior parte das moedas e medalhas estão localizados na biblioteca, onde o marquês passou muito de seu tempo.

### Outras coleções
O museu conta ainda com uma vasta coleção de estátuas de bronze, mármore e granito adornando os interiores e o jardim. Existem ainda um vasto mobiliário, tapetes, relógios, livros, fotografias, lustres e luminárias, entre outros objetos.